# Perun

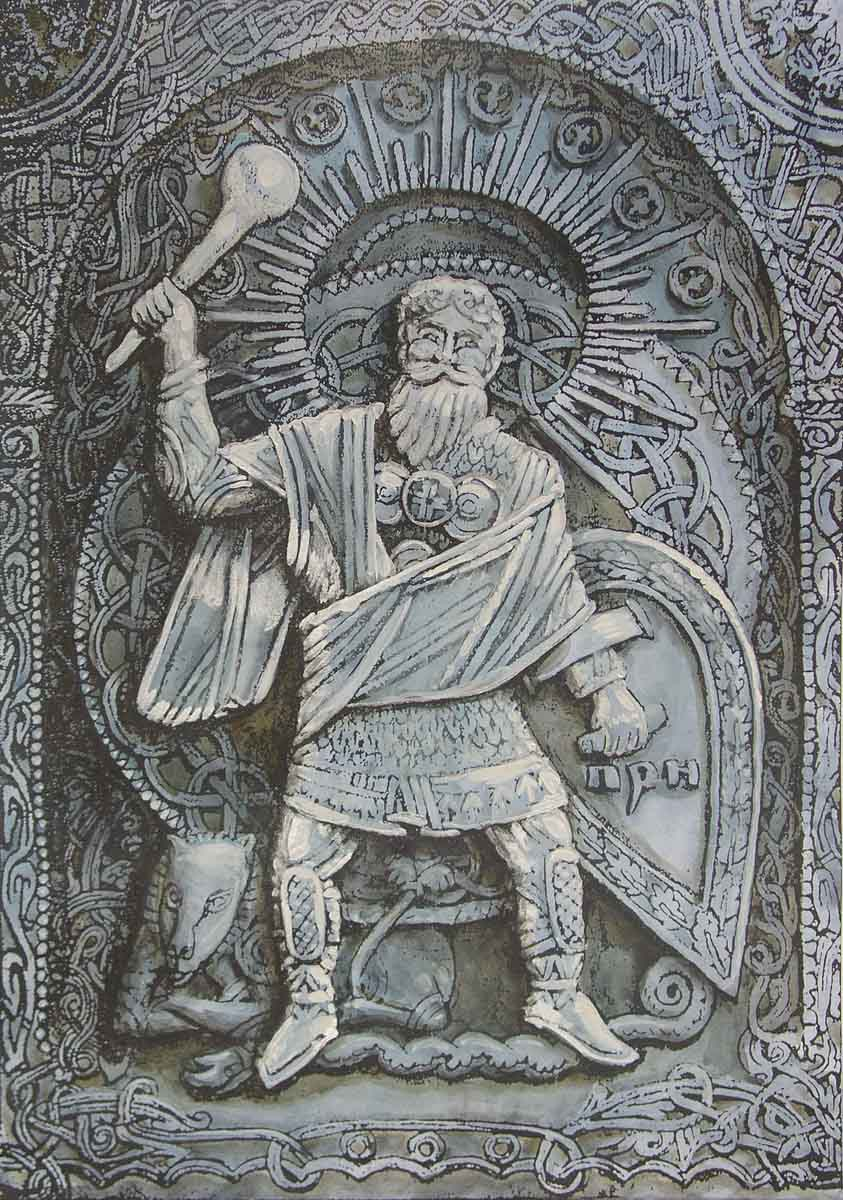
M. Priesniakow (1998). Perun

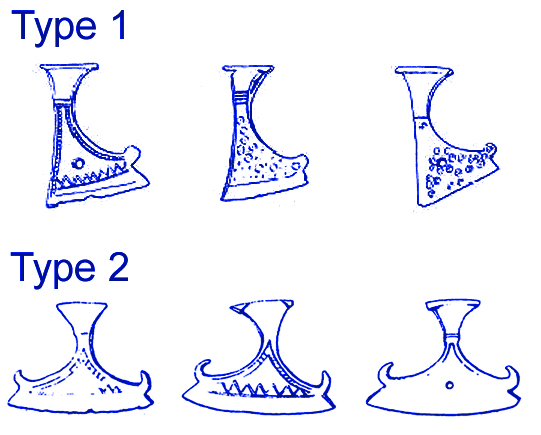
zawieszki – amulety, w kształcie topora – ilustracja na podstawie wykopalisk

Perun (właśc. Pierun; także Piorun, Pieron) – słowiańskie bóstwo gromowładne oraz jedno z czołowych w panteonie słowiańskim. „Perun” to zaproponowane przez niektórych badaczy tematu imię wynikłe z nazwy gromu perunъ powiązanej z leksemem pьrati, 'bić, uderzać' jako oznaczające jedno z naczelnych bóstw słowiańskich. Uosobienie gromowładcy, boga grzmotów i piorunów. Według zamysłu badaczy ma ono porządkować poszczególne ślady wierzeniowe, jakie pozostawił po sobie kult słowiańskich, plemiennych bóstw gromowładnych. Są to między innymi: w tradycji staropolskiej imię Piorun lub Grom, w polskich porzekadłach ludowych także Pierun, w tradycji staroruskiej Перун (czyt. Pierun). W kulturze masowej imię Perun używane jest najczęściej w odniesieniu do naczelnego bóstwa gromowładnego Słowian wschodnich.
Praindoeuropejski rdzeń per-, perk-, perg- jest obecny w wielu innych językach indoeuropejskich, np. hetyckie perunaš „skała”, greckie keranós „piorun”, łacińskie quercus „dąb”, albańskie pernëdi „niebo” czy gockie faírguni „wzgórze pokryte dąbrową”. W języku litewskim istnieje słowo perkūnija „burza z grzmotami”. W wierzeniach Bałtów występuje analogiczny do Peruna bóg imieniem Perkun.
Ogólnosłowiańskie per- oznaczało „uderzać”, stąd więc Perun znaczy „ten, co uderza”.

## Charakterystyka
Perun był pierwotnie bogiem bezpostaciowym, zaś posąg wzniesiony przez Włodzimierza był pewnego rodzaju innowacją w kulcie. Jako święte drzewo gromowładcy czczony był dąb. Świadectwem roli dębu w kulcie Peruna jest nazwa przeginia (peregynia, beregynia), oznaczająca las dębowy. Z postacią gromowładcy wiąże się również, wedle praindoeuropejskiego modelu, motyw skały (materialna postać gromu, zob. wadżra), młota, topora i konia (ten ostatni poświadczony m.in. na posągu ze Zbrucza).
Źródła pisane oraz folklor poświadczają mitologiczny motyw walki pomiędzy Perunem a uosabiającym siły chaosu Żmijem.
Na Bałkanach poświadczony jest kult żeńskiego bóstwa imieniem Perperuna, która była żeńską hipostazą i partnerką Peruna.

## Kult
Kult Peruna źródłowo został poświadczony jedynie na Rusi. Traktat zawarty w 944 przez księcia Igora z Cesarstwem Bizantyńskim informuje o złożeniu przez Rusinów przysięgi na Peruna. Analogiczna przysięga zostaje złożona w traktacie Światosława I z 971. W roku 980 Włodzimierz Wielki miał ustawić w Kijowie posągi bóstw, z których najważniejszym miał być Perun „z głową srebrną i wąsem złotym”, zniszczony po chrzcie Włodzimierza w 988. Podobny posąg został w tym czasie postawiony także w Nowogrodzie. Część badaczy jest zdania, że kult Peruna na Rusi był skutkiem zaszczepienia tam przez Waregów kultu Thora.
Pomimo informacji źródłowych pochodzących jedynie z Rusi, domniemywać można, że kult Peruna rozpowszechniony był na całą Słowiańszczyznę. Prokopiusz z Cezarei pisze o Słowianach: Wierzą, że jeden z bogów, twórca błyskawicy, jest jedynym władcą wszystkiego, i składają mu w ofierze woły i wszystkie inne zwierzęta. W jego dziele Wojna gocka (III, 14,22) Perun prawdopodobnie kryje się pod nazwą „demiurg błyskawicy”. Dowodem na ogólnosłowiański kult Peruna mogą być też niektóre nazwy miejscowe jak np. nazwa miejscowości Prohn koło Strzałowa, czy liczne nazwy miejscowe na Bałkanach, jak Perunovac. Ponadto wśród Połabian odnotowano kult bóstw o imionach Prowe i Porenut, które prawdopodobnie mogły być miejscowymi odmianami kultu Peruna. Brak powszechności imienia Peruna tłumaczony jest istnieniem wśród Słowian prawa tabu, zabraniającego wymawiania imienia bóstwa (analogiczne tabu zabraniające wymawiania imienia gromowładcy poświadczone jest wśród ludów bałtyjskich).
Słowianie wierzyli również w moc leczniczą Peruna - drzewa i wzgórza na których nastąpiły wyładowania atmosferyczne były uznawane jako miejsca z mocą leczniczą. Otaczano je płotami bądź rowami. Zjedzenie popiołu utworzonego przez uderzenie pioruna miało dać człowiekowi długowieczność bez chorób, dar wróżby i zaklinania ognia.
Wierzono również, że duże dębowe lasy są święte, a najstarsze z drzew jest siedzibą bóstwa. Hieronim z Pragi, wedle relacji Eneasza Sylwiusza Piccolominiego pozabijał (również czczone) węże, pogasił wieczne ognie oraz ściął najstarszy dąb w lesie na Litwie. Wywołało to sprzeciw ludzi, którzy udali się na skargę do wielkiego księcia Witolda. Zdaniem wierzących, dom boży dostarczał im deszcz i dobrą pogodę, a oni nie wiedzieli, gdzie mogą się modlić. Witold skłonił Hieronima do opuszczenia kraju.
Skromny zasób materiału badawczego w omawianym temacie nie pozwala jak dotąd wyjść poza krąg hipotez. Aleksander Gieysztor, autor jednego z najważniejszych badań dotyczących boga Peruna, wysunął hipotezę, że Perun był naczelnym bogiem Słowian, za koncepcją Georges'a Dumézila, bogiem I funkcji (władza prawna) i II funkcji (siła fizyczna i militarna), zaś bóstwa połabskie, takie jak Świętowit, Rugiewit, Jarowit i Jaryło, miały być jedynie wariantami kultu Peruna. Prof. Gieysztor przestrzega jednak przed nadmierną chęcią ujednolicania śladów wierzeniowych w jedno słowiańskie bóstwo gromowładne. Zdaniem badacza może to prowadzić do niepotrzebnych ograniczeń w badaniu bogatych i różnorodnych wierzeń słowiańskich w tym zakresie.

Każda odpowiedź - skłaniamy się do pójścia za staroruskim tłumaczeniem - pozostanie hipotezą. Wypada raz jeszcze zacytować Dumézila: „Wiadomo dziś, że przed jakimkolwiek mitologicznym ‚corpus’ trzeba uderzać w pokorę, służyć mu, a nie posługiwać się nim, zapytywać go, a nie przywłaszczać go na rzecz teczek spragnionych materiału, a przede wszystkim szanować bogactwo i różnorodność, nawet sprzeczności.

## Walka Peruna ze Żmijem
Wedle mitów słowiańskich, wrogiem Peruna był Żmij - na Rusi utożsamiany z diabłem, demonem, zaś u Słowian zachodnich jako bóstwo o cechach pozytywnych. Perun jest również przedstawiany jako Eliasz, święty Jerzy, na Rusi jako Ilja lub Dobrynia.
Z racji na wiele różnic między ludami słowiańskimi istnieje kilka wersji tej legendy. Wedle uproszczonej wersji mitu bóstwo (Perun) jest wysoko (zazwyczaj na górze, w niebiosach ze słońcem i księżycem lub wierzchołku trójdzielnego drzewa). Nieprzyjaciel (Żmij) jest nisko (wśród korzeni drzewa). Żmij kradnie bydło, chowa je w pieczarze. Sam ukrywa się pod postacią ludzką lub zwierzęcą (krowy, konia), chowa się pod drzewem lub pod kamieniem. Perun konno (lub na wozie) rozłupuje drzewo (piorunem lub młotem) i je spala, bądź rozłupuje kamień. Bóstwo wygrywa, zaczynają padać deszcze, nieprzyjaciel chowa się w wodach podziemnych.

## Kontrowersje
Równoległym i równie rozpowszechnionym wśród badaczy tematu jest pogląd, iż kijowski Perun nigdy nie był śladem bóstwa pansłowiańskiego, a stanowił jedynie lokalną odmianę kultu bóstwa gromowładnego. Przy tym kult Peruna na Rusi Kijowskiej uważa się zwykle za pierwotnie germański i jedynie powierzchownie zeslawizowany. Badacze najczęściej są tutaj zdania, iż za postacią Peruna kryje się germański Thor-Donar, którego jak wiele wskazuje czciła wareska drużyna księcia Włodzimierza. Dodatkowo, po przekształceniu się Polan kijowskich zauważa się, że elity Rusi kijowskiej miały charakter przede wszystkim germański. Panteon Włodzimierza nie miałby więc charakteru czysto słowiańskiego czy też pierwotnie pansłowiańskiego, a raczej lokalny i synkretyczny, łączący w jedność wierzenia różnych ludów zamieszkujących Ruś. Jak zauważa się, w przypadku panteonu Włodzimierza, kult Peruna odzwierciedlałby wpływy germańskie, kult Mokoszy wpływy ugrofińskie, a kult Chorsa i Simargła wpływy irańskiego kręgu kulturowego. Językoznawca i slawista, prof. Aleksander Brückner dorzuca tu pogląd, iż najbardziej poprawnymi i pierwotnymi formami imienia omawianego tu bóstwa byłyby Piorun lub Pierkyn, którego kult został niejako odnowiony czy też przypomniany poprzez wareskiego Peruna-Thora.

## Pozostałości w języku
Imię bóstwa w języku polskim zostało prawdopodobnie zlaicyzowane i dało początek słowu piorun, co jest główną pozostałością językową po wierzeniach słowiańskich.
W etnolekcie śląskim zachowało się w przekleństwie pjerůn. W starszej polszczyźnie również pojawiło się w niegdyś ciężkim przekleństwie - do pioruna.